# NGC 6166
NGC 6166 este o interacting galaxies⁠(d) situată în constelația Hercule. A fost descoperită în 30 mai 1791 de către William Herschel. Se află la o distanță de 125,3 de megaparseci de Pământ.